# Barzio
Barzio – miejscowość i gmina we Włoszech, w regionie Lombardia, w prowincji Lecco.
Według danych na rok 2004 gminę zamieszkiwało 1277 osób, 60,8 os./km².

## Miasta partnerskie
Magland, Francja